# Мередит, Бёрджесс
Оливер Бёрджесс Мередит (англ. Oliver Burgess Meredith, 16 ноября 1907, Кливленд, Огайо, США — 9 сентября 1997, Малибу, Калифорния, США) — американский актёр, режиссёр, сценарист и продюсер, наиболее известный по роли Микки Голдмилла (тренера Рокки Бальбоа) в фильме «Рокки» и его продолжениях (части: II, III и Рокки 5), также играл роль «Пингвина» в телесериале «Бэтмен» (1966—1968).
Обладатель двух премий «Сатурн» в категории «лучший киноактёр второго плана» (в 1979 году за роль Бена Грина в фильме «Магия» и в 1982 году за роль Аммона в фильме «Битва титанов»). Дважды номинировался на «Оскар» за лучшую мужскую роль второго плана, в 1976 году за роль Гарри Гринера в фильме «День саранчи и в 1977 за роль Микки Голдмилла в фильме «Рокки».

## Биография
Бёрджесс Мередит родился 16 ноября 1907 года в Кливленде. Его отец, врач Уильям Джордж Мередит, родился в Канаде в семье английских переселенцев. Окончил школу и колледж.
В 1933 году стал участником актерской труппы. Дебютировал на сцене играя в пьесе Ромео и Джульетта, потом сыграл в постановке «Зима на пороге». Через год по этой пьесе сняли фильм, в главной роли снялся Мередит.
В ходе войны служил в BBC США, в это же время снялся в кинофильме «История рядового Джо». В 1946 году снялся в фильме «Дневник горничной» вместе с Полетт Годдар, которая была в то время его женой. Через 2 года вышел ещё один фильм с Мередитом и Годдар «Наш свадебный путь».
В 1949 году разводится с Полетт Годдар.
В 1950-х годах оказался в так называемом «антиамериканском списке» и несколько лет не снимался. В 1958 году приглашён был Родом Серлингом на главную роль в восьмой серии первого сезона телесериала «Сумеречная зона» — «Теперь времени достаточно» (1959). В 1963 году исполнил роль второго плана в девятой серии четвёртого сезона того же телепроекта — «Печать дьявола».
Снимался в фильме «Бэтмэн» (1969 год), «Рокки» и «Старые ворчуны разбушевались».
Выпустил книгу воспоминаний.
14 мая 1977 года Мередит получил почётную докторскую степень в Университете верхней Айовы в Файетте, штат Айова.
Скончался 9 сентября 1997 года, на 90 году жизни от осложнений, вызванных меланомой и болезнью Альцгеймера, тело было кремировано. За свой вклад в кинематограф, Бёрджесс Мередит удостоен звезды на Голливудской «Аллее славы».

## Фильмография

### Актёр / Фильмы(неполная)

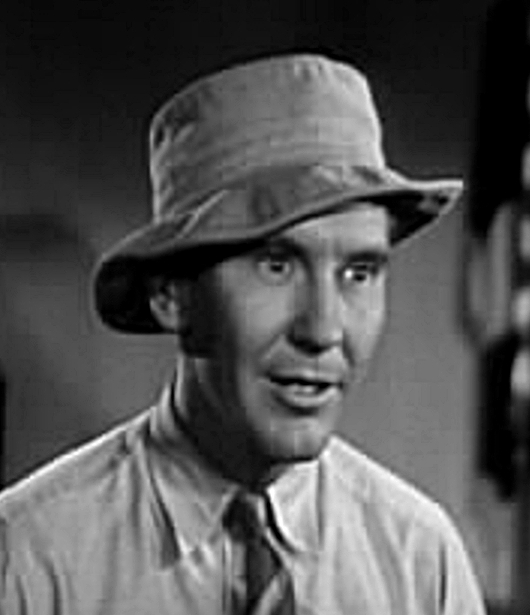
Бёрджесс Мередит в роли Хэнка Тейлора (кадр из фильма «Второй хор» 1940 года)

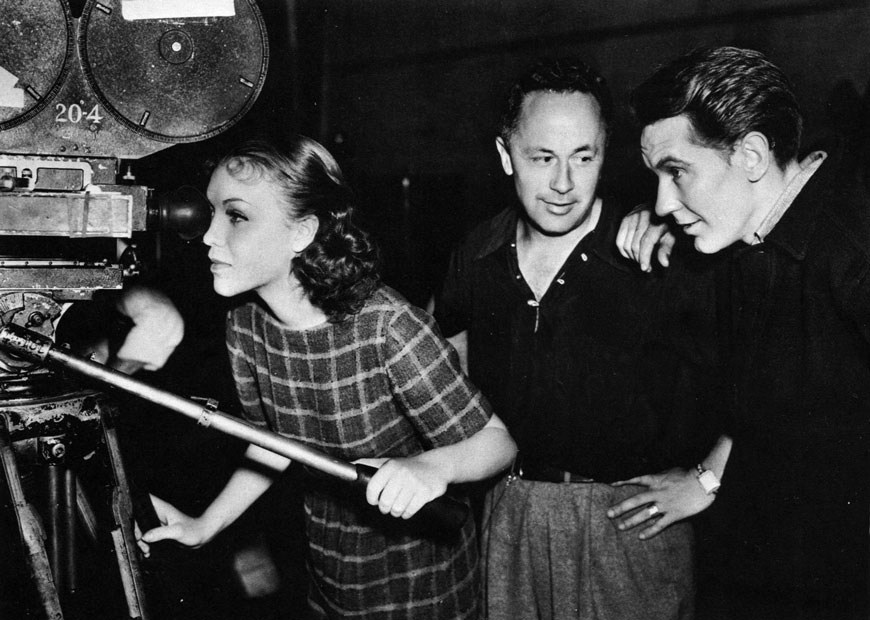
Слева направо: актриса Марго, кинооператор Марли, Певерелл и Бёрджесс Мередит на съёмках фильма «Зима на пороге (фильм)» (1936).

| Год  | Русское название               | Оригинальное название          | роль                                            |
| ---- | ------------------------------ | ------------------------------ | ----------------------------------------------- |
| 1936 | Зима на пороге                 | Winterse                       | Мио Романа                                      |
| 1939 | Восторг идиота                 | Idiot’s Delight                | Квиллари                                        |
| 1939 | О мышах и людях                | Of Mice and Men                | Джордж                                          |
| 1940 | Второй хор                     | Second Chorus                  | Хэнк Тейлор                                     |
| 1941 | Это неопределённое чувство     | That Uncertain Feeling         | Александр Себастьян                             |
| 1941 | Том, Дик и Гарри               | Tom, Dick and Harry            | Гарри                                           |
| 1942 | Улица удачи                    | Street of Chance               | Фрэнк Томпсон, он же Дэнни Ниринг               |
| 1945 | История рядового Джо           | The Story of G.I. Joe          | Эрни Пайл                                       |
| 1945 | Прогулка под солнцем           | A Walk in the Sun              | рассказчик (в титрах не указан)                 |
| 1946 | Дневник горничной              | The Diary of a Chambermaid     | капитан Можер                                   |
| 1947 | Сам себе палач                 | Mine Own Executioner           | Феликс Милн                                     |
| 1948 | Наш свадебный путь             | On Our Merry Way               | Оливер М. Пис                                   |
| 1949 | Человек на Эйфелевой башне     | The Man on the Eiffel Tower    | Джозеф Эртен                                    |
| 1951 | Сказки завтрашнего дня         | Tales of Tomorrow              | Пол                                             |
| 1959 | Теперь времени достаточно      | Time Enough at Last            | Генри Бемис                                     |
| 1962 | Совет и согласие               | Advise & Consent               | Герберт Гелман                                  |
| 1963 | Печать дьявола                 | Printer's Devil                | Мистер Смит                                     |
| 1965 | По методу Харма                | In Harm’s Way                  | коммандер Иган Пауэлл                           |
| 1966 | Бэтмен                         | Batman                         | «Пингвин»                                       |
| 1967 | Поторопи закат                 | Hurry Sundown                  | судья Перселл                                   |
| 1967 | Сад пыток                      | Torture Garden                 | Доктор Дьяболо                                  |
| 1968 | Вали отсюда, Джо               | Stay Away, Joe                 | Чарли Лайтклауд                                 |
| 1968 | Смывайся!                      | Skidoo                         | страж                                           |
| 1969 | Золото Маккенны                | Mackenna’s Gold                | владелец магазина                               |
| 1969 | Жёсткие рамки                  | Hard Contract                  | Рамси Уильямс                                   |
| 1970 | Жил-был обманщик               | There Was a Crooked Man…       | малыш Миссури                                   |
| 1970 |                                | The Yin and the Yang of Mr. Go | дельфин                                         |
| 1971 | Такие хорошие друзья           | Such Good Friends              | Бернард Калман                                  |
| 1972 | Человек                        | The Man                        | сенатор Уотсон                                  |
| 1974 | Золотые иглы                   | Golden Needles                 | Уинтерс                                         |
| 1975 | День Саранчи                   | The Day of the Locust          | Гарри Гринер                                    |
| 1975 | 92 градуса в тени              | 92 in the Shade                | Голдсборо                                       |
| 1975 | Гинденбург                     | The Hindenburg                 | Эмилио Паджетта                                 |
| 1976 | Сожжённые приношения           | Burnt Offerings                | Арнольд Эллардайс                               |
| 1976 | Рокки                          | Rocky                          | Микки Голдмилл                                  |
| 1977 | Часовой                        | The Sentinel                   | Чарльз Чейзен                                   |
| 1978 | Возвращение капитана Немо (ТВ) | The Return of Captain Nemo     | профессор Уолдо Каннингем                       |
| 1978 | Маниту                         | The Manitou                    | доктор Сноу                                     |
| 1978 | Грязная игра                   | Foul Play                      | мистер Хеннесси                                 |
| 1978 | Магия                          | Magic                          | Бен Грин                                        |
| 1979 | Рокки 2                        | Rocky II                       | Микки Голдмилл                                  |
| 1980 | Последнее задание              | Final assignment               | Дэвид Закман                                    |
| 1980 | Когда время уходит             | When Time Ran Out              | Рене Вальдес                                    |
| 1981 | Битва титанов                  | Clash of the Titans            | Аммон                                           |
| 1981 | Тайны исповеди                 | True Confessions               | монсеньор Шимус Фарго                           |
| 1982 | Рокки 3                        | Rocky III                      | Микки Голдмилл                                  |
| 1983 | Сумеречная зона                | Twilight Zone: The Movie       | рассказчик                                      |
| 1984 | Жидкое золото (ТВ)             | Wet Gold                       | Сэмпсон                                         |
| 1985 | Санта Клаус                    | Santa Claus                    | древний эльф                                    |
| 1987 | Король Лир                     | King Lear                      | Дон Леаро                                       |
| 1990 | Состояние исступления          | State of Grace                 | Финн                                            |
| 1990 | Рокки 5                        | Rocky V                        | Микки Голдмилл                                  |
| 1993 | Старые ворчуны                 | Grumpy Old Men                 | дедушка Густафсон                               |
| 1994 | Затерянный лагерь              | Camp Nowhere                   | Файн                                            |
| 1995 | Легенды дикого запада          | Tall Tale                      | старик                                          |
| 1995 | По ту сторону Луны             | Across the Moon                | Барни                                           |
| 1995 | Старые ворчуны разбушевались   | Grumpier Old Men               | дедушка Густафсон                               |
| 1996 | Потрошитель                    | Ripper                         | Гамильтон Уоффорд / Ковингтон Уоффорд           |
| 2024 | Слай Сталлоне                  | Sly                            | В роли самого себя, хроника, в титрах не указан |

### Режиссёр / Сценарист / Продюсер
| Год  | Русское название           | Оригинальное название          | Работа              |
| ---- | -------------------------- | ------------------------------ | ------------------- |
| 1944 |                            | Salute to France               | сценарист           |
| 1946 | Дневник горничной          | The Diary of a Chambermaid     | сценарист, продюсер |
| 1948 | Наш свадебный путь         | On Our Merry Way               | продюсер            |
| 1949 | Человек на Эйфелевой башне | The Man on the Eiffel Tower    | режиссёр            |
| 1949 |                            | A Yank Comes Back              | сценарист, продюсер |
| 1950 |                            | Works of Calder                | продюсер            |
| 1970 |                            | The Yin and the Yang of Mr. Go | режиссёр, сценарист |